# جيك يونغ
جيك يونغ (بالإنجليزية: Jake Young)‏ هو لاعب كرة قدم أمريكية أمريكي، ولد في 22 مارس 1968 في إل باسو في الولايات المتحدة، وتوفي في 12 أكتوبر 2002 في بالي في إندونيسيا.